# Kanton Brest-1
Der Kanton Brest-1 (bretonisch gleicher Name) ist seit 2015 ein französischer Wahlkreis im Arrondissement Brest, im Département Finistère und in der Region Bretagne; sein Hauptort ist Brest. 
Im Jahr 2022 zählte der Kanton 32.077 Einwohner.

## Geschichte
Der Kanton entstand mit der Neuordnung der Kantone in Frankreich im Jahr 2015 und besteht aus Teilen der Stadt Brest.

## Lage
Der Kanton liegt im Nordwesten des Départements Finistère. 

## Gemeinden
Der Kanton umfasst Teile der Stadt Brest von der Gemeindegrenze zu Guilers dem Flusslauf des Penfeld entlang bis l'aval du pont de l'Harteloire, die rue Tourville, pont de l'Harteloire, rue Portzmoguer, rue du Moulin-à-Poudre, place Albert-Ier, rue Auguste-Kerven, rue Notre-Dame-de-Bonne-Nouvelle, rue du Commandant-Somme-Py, boulevard Léon-Blum, rue Jules-Lesven, rue Marcelin-Duval, rue de Kermaria, rue du Calvaire, place des FFI, rue Maryan-Descharts, rue de Bohars, rue de Kervao, route départementale 3 bis zur Gemeindegrenze mit Bohars.

## Politik
Im 1. Wahlgang am 22. März 2015 erreichte keines der vier Wahlpaare die absolute Mehrheit. Bei der Stichwahl am 29. März 2015 gewann das Gespann Bernadette Abiven/Franck Respriget (beide PS) gegen Colette Le Guen/Jean-Marie Nauche (beide Union de la droite) mit einem Stimmenanteil von 59,76 % (Wahlbeteiligung:38,11 %).
| Vertreter im conseil général des Départements | Vertreter im conseil général des Départements | Vertreter im conseil général des Départements |
| Amtszeit                                      | Name                                          | Partei                                        |
| --------------------------------------------- | --------------------------------------------- | --------------------------------------------- |
| 2015–                                         | Bernadette Abiven Franck Respriget            | PS                                            |